# Vitellozzo Vitelli
Vitellozzo Vitelli, de Luca Signorelli.
brasão
Vitellozzo Vitelli (c. 1458 – 31 de dezembro de 1502) foi um condotiero italiano. Ele era o senhor de Montone, Città di Castello, Monterchi e Anghiari.

## Biografia
Junto com seu pai, Niccolò, tirano de Città di Castello, e seus irmãos, que eram todos soldados da fortuna, ele instituiu um novo tipo de infantaria armada com espada e pique para resistir aos homens de armas alemães, e também um corpo de exército de infantaria montada armada com arcabuzes. Vitellozzo serviu com Florença contra Pisa, e mais tarde com os franceses na Apúlia em 1496 e com a facção Orsini contra o Papa Alexandre VI.
Em 1500, Vitellozzo e os Orsini fizeram as pazes com o papa, e o filho deste último, Cesare Borgia, determinado a esmagar os pequenos tiranos da Romagna e consolidar o poder papal naquela província, levou os condottieri a seu serviço. Vitellozzo se destacou em muitos combates, mas em 1501 avançou contra Florença, movido tanto pelo desejo de vingar seu irmão Paolo, que enquanto estava a serviço da República, fora suspeito de traição e condenado à morte (1499), quanto por ordens de Cesare. Enquanto Borgia negociava com a república, Vitelli apreendeu Arezzo. Ele foi forçado por Borgia e os franceses a desistir da cidade, para seu desgosto, e começou a partir daquele momento a nutrir sentimentos hostis para com seu mestre e aspirar a um governo independente. Vitellozzo Vitelli queria vingança pela morte de seu irmão. A captura de Arezzo forçou o susto sobre os florentinos e quase forçou César a atacar Florença, mas essa ação estava em conflito com os desejos de Luís d'Orléans, rei da França.
Participou com os Orsini, Oliverotto da Fermo e outros capitães na conspiração de La Magione contra os Borgia (Vitelli era casado com Porzia, filha de Paolo Orsini), mas a desconfiança mútua e a incapacidade dos chefes perante a energia de Cesare e a promessa de ajuda francesa, anulou a conspiração, e Vitelli e outros condottieri, na esperança de cair nas boas graças de Cesare mais uma vez, tomaram Senigallia em seu nome. Lá eles foram enganados por ele e capturados enquanto suas tropas estavam fora de alcance. Vitelli e Oliverotto foram estrangulados naquela mesma noite em 31 de dezembro de 1502. Este incidente pode ter alienado Leonardo da Vinci de Borgia (a cujo serviço o artista estava), visto que ele era amigo de Vitelli.